# Edward Augustus, hertig av York och Albany
Edward Augustus, född 25 mars 1739, död 17 september 1767, var yngre bror till George III av Storbritannien och tredje barn och andre son till Fredrik, prins av Wales och Augusta av Sachsen-Gotha.

## Ungdom
Edward Augustus fick en mindre sträng uppfostran än sin äldste bror George, den blivande George III. Han fick tidigt rykte om sig att vare en lebeman med älskarinnor både bland aristokratins fröknar och Londons lyxprostituerade.

## Sjöofficer
Prinsen blev volontär i flottan 1757 och deltog i ett mindre lyckat företag mot den franska kusten. Han berömdes dock för tapperhet av sin farfar George II. Året därpå befordrades han till kommendörkapten och fartygschef och som sådan skapades bland allmänheten en image av honom som en tapper och förtjusande sjöhjälte. Han distanserade sig från sin äldre bror George och blev till dennes förtret 1760 utnämnd till hertig av York och Albany samt earl av Ulster av sin farfar konungen. 

## Tronarvinge
När George efter farfaderns död tillträdde tronen på hösten 1760 blev prinsen tronföljare och flyttade in i St James's Palace. Samtidigt blev han utnämnd till riksråd. Han befordrades till konteramiral 1761, men som tronföljare tilläts han inte fortsätta i aktiv tjänst. När George III äldsta barn väntades tilläts han återvända till sjöss 1762 och befordrades till viceamiral samma år. Inför sjuårskrigets slut tog han avsked från aktiv tjänst.

## Njutningssökare
Prins Edward Augustus hade aldrig visat någon särskild böjelse för sjölivet och efter sitt avsked sökte han fylla sitt liv med nöjen och reste bland annat i Italien 1763-64. Han deltog, trots sin broder konungens missnöje, i olika teateruppsättningar. Hans inblandning i politiken rörde huvudsakligen ett försök att öka sina redan ganska substantiella inkomster, men han ådrog sig även där George III:s missnöje när hans jungfrutal i överhuset 1767 innehöll ett angrepp på ministären. Prinsen återvände samma år till kontinenten, där han insjuknade i södra Frankrike och dog i Monaco.